# Trivia (poème)
Pour les articles homonymes, voir Trivia (homonymie).
Trivia est un poème de John Gay publié en 1716. Le titre complet est Trivia, or The Art of Walking the Streets of London (Trivia, ou l'Art de marcher dans les rues de Londres) et tire son nom de la « déesse de la croisée des chemins », Diana Trivia.

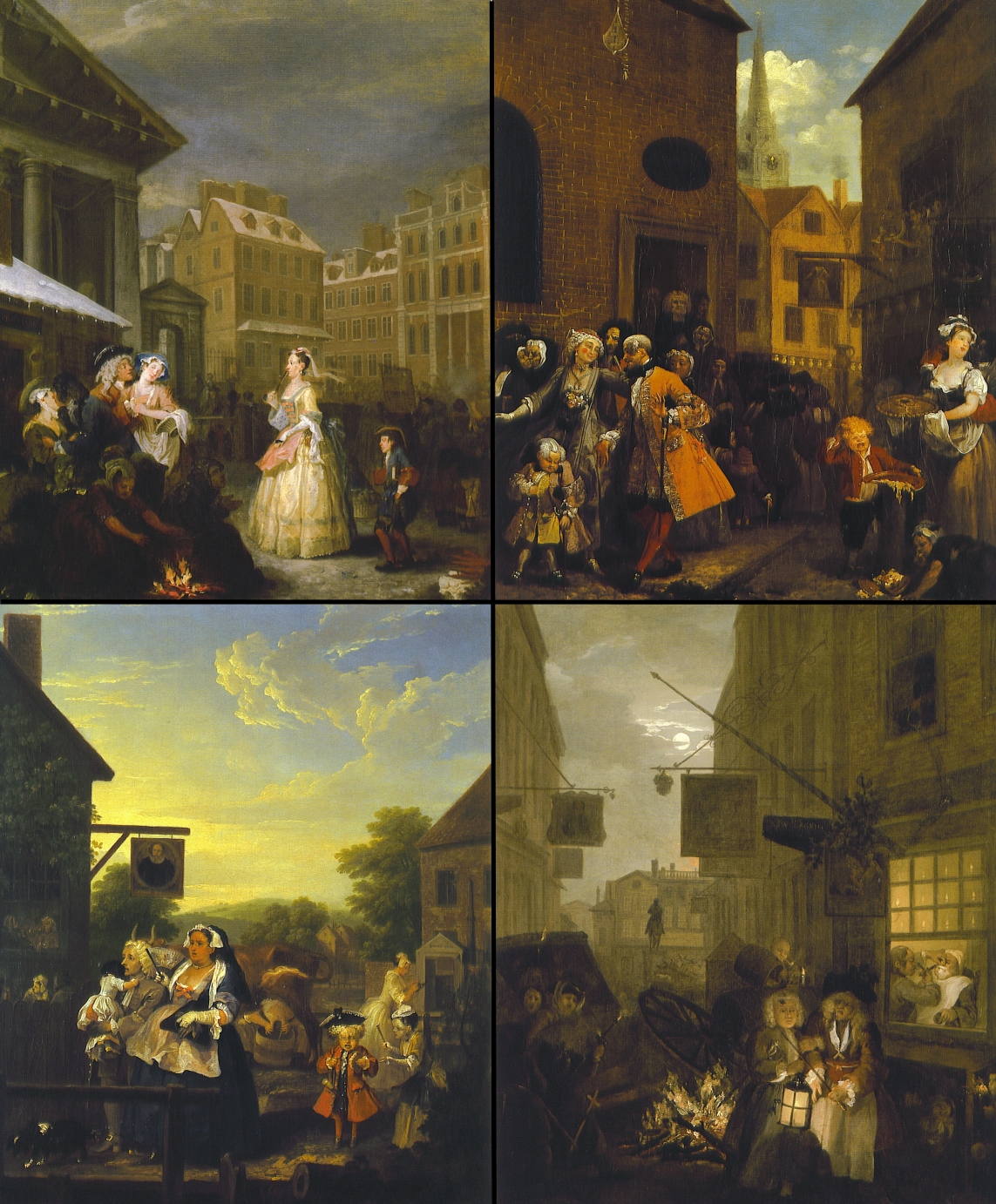
Trivia a inspiré l'artiste William Hogarth pour sa série de tableaux et estampes Four Times of the Day (1736-1738).

Le poème est librement inspiré des Géorgiques de Virgile : c'est un poème en couplets héroïques (en), mais Gay se rapproche davantage de la satire à la manière d'Horace.[réf. souhaitée]
La longueur du poème entier est d'environ 1 000 vers composés en trois livres.
Avec les poèmes de Jonathan Swift, A Description of a City Shower et A Description of the Morning (en), Trivia est cité parmi les inspirations pour les œuvres de William Hogarth, dont Four Times of the Day, l'une des plus célèbres de l'artiste. Dans cette série de tableaux et estampes, Hogarth jette un éclairage humoristique sur la vie contemporaine à Londres, les mœurs des différentes couches sociales de la ville et les affaires banales de la vie quotidienne.

## Contenu
Le poème décrit les périls de marcher à Londres dans les années 1710. C'est un poème topographique, prenant la forme d'une balade tout au long d'une journée et d'une nuit. John Gay souhaite avertir le lecteur avec le plus grand sérieux sur les sujets suivants :
- Comment s'habiller adéquatement
- Quels types de bottes porter
- Comment survivre à la chute de la maçonnerie
- Aux pots de chambre vidés par les fenêtres
- Aux gouttières qui débordent
- Aux pickpockets
- Aux voleurs de perruques
- Aux éclaboussures de boue

Il décrit aussi les personnages de la ville, parmi lesquels les chanteurs de balades, les maires, les valets de pied et les canailles.